# 삼성 웨이브 533
삼성 웨이브 533(Samsung Wave 533, Samsung S5330)는 삼성전자가 2011년에 출시한 스마트폰이다.